# Bad Brambach
Bad Brambach (pronunciación en alemán: /baːt ˈbʁamˌbax/ⓘ) es un municipio situado en el distrito de Vogtland, en el estado federado de Sajonia (Alemania), a una altitud de 600 metros. Su población a finales de 2016 era de unos 1919 habitantes y su densidad poblacional, 44 hab/km².